# Neobisium carinthiacum
Neobisium carinthiacum är en spindeldjursart som beskrevs av Beier 1939. Neobisium carinthiacum ingår i släktet Neobisium och familjen helplåtklokrypare. Inga underarter finns listade i Catalogue of Life.